# Кастельяно
Кастельяно (ісп. castellano) — іспанська золота монета, що карбувалась католицькими королями Ізабеллою Кастильською та Фернандо Арагонським в 1475—1497 роках і була скасована після початку карбування срібної монети номіналом у 8 реалів (іспанський долар), що по своїй вартості дорівнював кастельяно. З того часу вага кастельяно (4,6 грам) стала одиницею вимірювання золотих зливків та золотого піску.

## Історія
У грудні 1470 — січні 1471 років король Кастилії та Леону Енріке IV випустив нову золоту монету, названу на його честь — енрікес (ісп. enriques nuevos). Монета вагою в 4,6 грама карбувалась з 23-каратного золота і оцінювалася в 310 мараведі. Після смерті Енріке IV в 1474 році, до влади в Кастильському королівстві прийшла його суперниця і зведена сетра Ізабелла I, що разом із своїм чоловіком Фернандо Арагонським стала правити об'єднаною Іспанією.
Вже у 1475 році було замовлено карбування нових монет із золота та срібла і «енрікес» було перейменовано на кастельяно. Золотий кастельяно мав вартість 4,6 грама і пробу 23,75 карата та оцінювався в 440 мараведі. В 1483 році кастельяно оцінювалось вже у 485 мараведі.
Кастельяно продовжувалось карбуватись до монетної реформи Ізабелли та Фернандо 1497 року, коли йому на заміну з'явилась срібна монета номіналом у 8 реалів (іспанський долар або піастр), що по своїй вартості дорівнювало вартості золотого кастельяно, Після цього, в 1497—1504 роках в Кастилії та Арагоні карбувався «подвійний кастельяно» (дабла або дублон), золота монета вагою 7,01 грам, що отримала назву екселенте.